# Chimwemwe Idana
Chimwemwe Idana (Blantyre, 7 settembre 1998) è un calciatore malawiano, centrocampista del Silver Strikers e della nazionale malawiana.

## Carriera

### Club
Ha giocato nella prima divisione malawiana. In carriera ha anche giocato 2 partite nella CAF Champions League.

### Nazionale
Debutta con la nazionale malawiana il 20 aprile 2019 in occasione dell'incontro di qualificazione per il Campionato delle nazioni africane 2020 pareggiato 0-0 contro lo eSwatini.
Nel dicembre 2021 viene incluso nella lista finale dei convocati della Coppa delle nazioni africane 2021.

## Statistiche
Statistiche aggiornate al 4 gennaio 2022.

### Cronologia presenze e reti in nazionale
| Cronologia completa delle presenze e delle reti in nazionale ― Malawi | Cronologia completa delle presenze e delle reti in nazionale ― Malawi | Cronologia completa delle presenze e delle reti in nazionale ― Malawi | Cronologia completa delle presenze e delle reti in nazionale ― Malawi | Cronologia completa delle presenze e delle reti in nazionale ― Malawi | Cronologia completa delle presenze e delle reti in nazionale ― Malawi | Cronologia completa delle presenze e delle reti in nazionale ― Malawi | Cronologia completa delle presenze e delle reti in nazionale ― Malawi |
| Data                                                                  | Città                                                                 | In casa                                                               | Risultato                                                             | Ospiti                                                                | Competizione                                                          | Reti                                                                  | Note                                                                  |
| --------------------------------------------------------------------- | --------------------------------------------------------------------- | --------------------------------------------------------------------- | --------------------------------------------------------------------- | --------------------------------------------------------------------- | --------------------------------------------------------------------- | --------------------------------------------------------------------- | --------------------------------------------------------------------- |
| 20-4-2019                                                             | Manzini                                                               | eSwatini                                                              | 0 – 0                                                                 | Malawi                                                                | Qual. CHAN 2020                                                       | -                                                                     | 79’                                                                   |
| 11-5-2019                                                             | Blantyre                                                              | Malawi                                                                | 1 – 1                                                                 | eSwatini                                                              | Qual. CHAN 2020                                                       | -                                                                     |                                                                       |
| 26-5-2019                                                             | Umlazi                                                                | Malawi                                                                | 3 – 0                                                                 | Seychelles                                                            | Coppa COSAFA 2019 - 1º turno                                          | -                                                                     |                                                                       |
| 28-5-2019                                                             | Umlazi                                                                | Namibia                                                               | 1 – 2                                                                 | Malawi                                                                | Coppa COSAFA 2019 - 1º turno                                          | -                                                                     |                                                                       |
| 2-6-2019                                                              | KwaMashu                                                              | Zambia                                                                | 2 – 2 dts (4 - 2 dtr)                                                 | Malawi                                                                | Coppa COSAFA 2019 - Quarti di finale                                  | -                                                                     |                                                                       |
| 4-6-2019                                                              | KwaMashu                                                              | Comore                                                                | 1 – 2                                                                 | Malawi                                                                | Coppa COSAFA 2019 - Semifinale                                        | -                                                                     | 69’                                                                   |
| 7-6-2019                                                              | Durban                                                                | Sudafrica                                                             | 0 – 0 dts (5 - 4 dtr)                                                 | Malawi                                                                | Coppa COSAFA 2019 - Finale                                            | -                                                                     | 76’                                                                   |
| 7-9-2019                                                              | Francistown                                                           | Botswana                                                              | 0 – 0                                                                 | Malawi                                                                | Qual. Mondiali 2022                                                   | -                                                                     | 91’                                                                   |
| 10-9-2019                                                             | Blantyre                                                              | Malawi                                                                | 1 – 0                                                                 | Botswana                                                              | Qual. Mondiali 2022                                                   | -                                                                     |                                                                       |
| 13-10-2019                                                            | Maseru                                                                | Lesotho                                                               | 1 – 1                                                                 | Malawi                                                                | Amichevole                                                            | -                                                                     | 46’                                                                   |
| 13-11-2019                                                            | Blantyre                                                              | Malawi                                                                | 1 – 0                                                                 | Sudan del Sud                                                         | Qual. Coppa d'Africa 2021                                             | -                                                                     |                                                                       |
| 17-11-2019                                                            | Kampala                                                               | Uganda                                                                | 2 – 0                                                                 | Malawi                                                                | Qual. Coppa d'Africa 2021                                             | -                                                                     | 46’                                                                   |
| 12-3-2020                                                             | Lusaka                                                                | Zambia                                                                | 1 – 0                                                                 | Malawi                                                                | Amichevole                                                            | -                                                                     | 80’                                                                   |
| 7-10-2020                                                             | Lusaka                                                                | Zambia                                                                | 1 – 0                                                                 | Malawi                                                                | Amichevole                                                            | -                                                                     | 46’                                                                   |
| 11-10-2020                                                            | Blantyre                                                              | Malawi                                                                | 0 – 0                                                                 | Zimbabwe                                                              | Amichevole                                                            | -                                                                     | 71’                                                                   |
| 12-11-2020                                                            | Ouagadougou                                                           | Burkina Faso                                                          | 3 – 1                                                                 | Malawi                                                                | Qual. Coppa d'Africa 2021                                             | -                                                                     | 46’                                                                   |
| 16-11-2020                                                            | Blantyre                                                              | Malawi                                                                | 0 – 0                                                                 | Burkina Faso                                                          | Qual. Coppa d'Africa 2021                                             | -                                                                     | 81’                                                                   |
| 17-3-2021                                                             | Bahar Dar                                                             | Etiopia                                                               | 4 – 0                                                                 | Malawi                                                                | Amichevole                                                            | -                                                                     | 45’ 46’                                                               |
| 13-6-2021                                                             | Dar es Salaam                                                         | Tanzania                                                              | 2 – 0                                                                 | Malawi                                                                | Amichevole                                                            | -                                                                     | 90’                                                                   |
| 9-7-2021                                                              | Port Elizabeth                                                        | Malawi                                                                | 2 – 2                                                                 | Zimbabwe                                                              | Coppa COSAFA 2021 - 1º turno                                          | -                                                                     | 74’                                                                   |
| 11-7-2021                                                             | Port Elizabeth                                                        | Mozambico                                                             | 2 – 0                                                                 | Malawi                                                                | Coppa COSAFA 2021 - 1º turno                                          | -                                                                     |                                                                       |
| 13-7-2021                                                             | Port Elizabeth                                                        | Malawi                                                                | 1 – 1                                                                 | Namibia                                                               | Coppa COSAFA 2021 - 1º turno                                          | -                                                                     | 66’                                                                   |
| 14-7-2021                                                             | Port Elizabeth                                                        | Senegal                                                               | 2 – 1                                                                 | Malawi                                                                | Coppa COSAFA 2021 - 1º turno                                          | -                                                                     | 75’                                                                   |
| 7-9-2021                                                              | Soweto                                                                | Malawi                                                                | 1 – 0                                                                 | Mozambico                                                             | Qual. Mondiali 2022                                                   | -                                                                     | 86’ 90’                                                               |
| 11-10-2021                                                            | Cotonou                                                               | Costa d'Avorio                                                        | 2 – 1                                                                 | Malawi                                                                | Qual. Mondiali 2022                                                   | -                                                                     | 65’ 66’                                                               |
| 13-11-2021                                                            | Soweto                                                                | Malawi                                                                | 0 – 4                                                                 | Camerun                                                               | Qual. Mondiali 2022                                                   | -                                                                     | 62’                                                                   |
| 16-11-2021                                                            | Cotonou                                                               | Mozambico                                                             | 1 – 0                                                                 | Malawi                                                                | Qual. Mondiali 2022                                                   | -                                                                     |                                                                       |
| 24-3-2023                                                             | Il Cairo                                                              | Egitto                                                                | 2 – 0                                                                 | Malawi                                                                | Qual. Coppa d'Africa 2023                                             | -                                                                     | 77’                                                                   |
| Totale                                                                |                                                                       | Presenze                                                              | 28                                                                    |                                                                       | Reti                                                                  | 0                                                                     |                                                                       |

## Palmarès

### Club

#### Competizioni nazionali
- Campionato malawiano: 5

Big Bullets: 2018, 2019, 2020-2021, 2022, 2023
- Coppa del Malawi: 1

Big Bullets: 2022